# 生活機能向上連携加算
生活機能向上連携加算（せいかつきのうこうじょうれんけいかさん）とは、特定の介護専門職員により、高齢者における、生活機能の向上の目的を計画した場合に、加算が付与される制度である。

## 概要
利用者の自宅を訪問時に、介護専門職員等である「サービス提供責任者」、「訪問リハビリテーション」または、「通所リハビリテーション」の理学療法士・作業療法士・言語聴覚士が同行し、共同して行ったアセスメント結果に基づき「訪問介護計画」を作成した場合に取得できる。

## 生活機能向上連携加算の算定要件
算定要件には、次の算定要件を満たしていることが必須である。
1. 身体状況等の評価を共同して行うこと。
2. サービス提供責任者が、生活機能の向上を目的とした訪問介護計画を作成すること。
3. 各月における目標の達成度合いにつき、利用者及び訪問リハビリテーションまたは通所リハビリテーションの理学療法士等に報告し、必要に応じて利用者の意向を確認し、理学療法士等から必要な助言を得た上で、利用者のADL及びIADLの改善状況及び達成目標を踏まえた適切な対応を行うこと。

## 現況
高齢化の進展、特に団塊の世代が後期高齢者となり、介護サービスを必要とする人が増大する。この上で、制度を持続する上では介護報酬の引き下げは避けて通れない。国がかかげるビジョン（地域包括ケアシステムの推進、自立支援・重度化防止の取り組み）に沿う事が出来ない事業所は、結果的に引き下げられる事となる。このことにより、介護職に対する、負担増は避けられない状況である。したがって、複合的な介護制度を利用し、様々な介護制度の改革改善をが、求められている。